# Crepidacantha anakenensis
Crepidacantha anakenensis är en mossdjursart som beskrevs av Moyano 1973. Crepidacantha anakenensis ingår i släktet Crepidacantha och familjen Crepidacanthidae. Inga underarter finns listade i Catalogue of Life.